# Īn Jal Īn
Īn Jal Īn (persiska: این جل این, اَنجَلين, اَنجِلين, اَنجيلين, اَنجيلِين, ينجِلِ ين, ينجِل ين) är en ort i Iran.   Den ligger i provinsen Zanjan, i den nordvästra delen av landet, 210 km väster om huvudstaden Teheran. Īn Jal Īn ligger 1 884 meter över havet och antalet invånare är 148.
Terrängen runt Īn Jal Īn är huvudsakligen kuperad, men åt nordväst är den bergig. Runt Īn Jal Īn är det ganska tätbefolkat, med 80 invånare per kvadratkilometer. Närmaste större samhälle är Alvand, 8,2 km söder om Īn Jal Īn. Trakten runt Īn Jal Īn består i huvudsak av gräsmarker.